# Synagogue de Gorizia
La synagogue de Gorizia est le principal lieu de culte juif de la ville de Gorizia (région de Frioul-Vénétie Julienne en Italie). Elle est connue localement sous le nom synagogue de la petite Jérusalem sur l'Isonzo et plus rarement temple israélite de Gorizia. Elle est située au 19, via Graziadio Isaia Ascoli dans l'ancien quartier juif de Gorizia. Elle succède à un ancien oratoire construit en 1699 devenu trop vétuste et surtout trop étroit pour accueillir l'ensemble de la communauté, qui était en pleine croissance dans les années 1750. Sa construction en style baroque date de 1756. La synagogue était autrefois englobée dans divers édifices, son accès actuel a fait l'objet d'une restructuration complète en 1894 sous l'impulsion de l'ingénieur Emilio Luzzatto. Elle abrite en son sein un musée et reste le principal site de réunion des Juifs de la ville. Malgré de lourdes menaces durant la Seconde Guerre mondiale et l'occupation allemande le bâtiment n'a connu aucun changement significatif quant à son affectation et son architecture. La synagogue a été active jusqu'en 1969, date à laquelle la communauté juive de Gorizia a été intégrée à celle de Trieste et à sa synagogue. Elle n'est de nos jours ouverte au culte que lors de circonstances exceptionnelles (mariages). Au rez-de-chaussée se trouve un musée qui présente l'histoire de la communauté juive de Gorizia à travers les siècles.

## Contexte

### La place des Juifs à Gorizia
La présence des Juifs à Gorizia est attestée depuis le Moyen Âge. Les premières traces écrites relatives à la communauté juive de Gorizia remontent au XVIe siècle. Elles sont relatives aux familles des Morpurgo et Pincherle engagées dans des activités financières et de prêt. Le ghetto a été créé en 1698, suivi de la construction d'un oratoire en 1699. L'assignation à résidence n'a néanmoins pas mis en péril l'évolution démographique de la communauté : de 256 personnes en 1764, puis 270 en 1788, on passe à 314 en 1850. La composante très active de la communauté est juive ashkénaze et est originaire principalement d'Allemagne ou d'Europe centrale. Elle a donné à la ville de Gorizia de nombreuses personnalités célèbres : le rabbin Elia Morpurgo (1740-1830), promoteur de la Haskala, Philippe Sarchi (1764-1830), grammairien et philologue hébraïque, Samuele Vita Lolli (1788-1843) grammairien et hébraïste, le médecin Salomone Gentilli, le philosophe Carlo Michelstaedter (1887-1910), le sénateur et linguiste Graziadio Isaia Ascoli (1829-1907) et d'autres. La communauté a été essentiellement liée à la composante italienne de la ville, beaucoup de Juifs étaient d'ardents patriotes italiens (par exemple la polémiste et journaliste Carolina Luzzatto et Graziadio Isaia Ascoli). La communauté juive de Gorizia été décimée entre 1943 et 1944 par des rafles, des déportations de masse et exterminations de la Shoah. Le plus jeune des déporté, Bruno Farber, était âgé seulement de trois mois et l'on a donné son nom au jardin attenant à la synagogue en sa mémoire.
Comme autre témoignage de la présence juive à Gorizia, on peut citer l'ancien cimetière juif de Valdirose (aujourd'hui en Slovénie à Nova Goriča). Le recensement de 1876 y relevait 692 pierres tombales dont la plus ancienne remontait à 1371. Aujourd'hui, beaucoup d'entre elles ont été perdues ou sont difficiles à lire .
Malgré la disparition presque complète de la présence juive dans la ville, tout ce qui restait du quartier de l'ancien ghetto fut restauré après la Seconde guerre mondiale. La synagogue de Gorizia resta active jusqu'en 1969. Après des années d'abandon, la synagogue fut restaurée en 1984. En avril 2009, après plus de soixante ans de silence, on y célébra le mariage d'un couple de deux citoyens israéliens, dont l'un était originaire de Gorizia. De nos jours la petite communauté juive de Gorizia est rattachée à celle de Trieste.

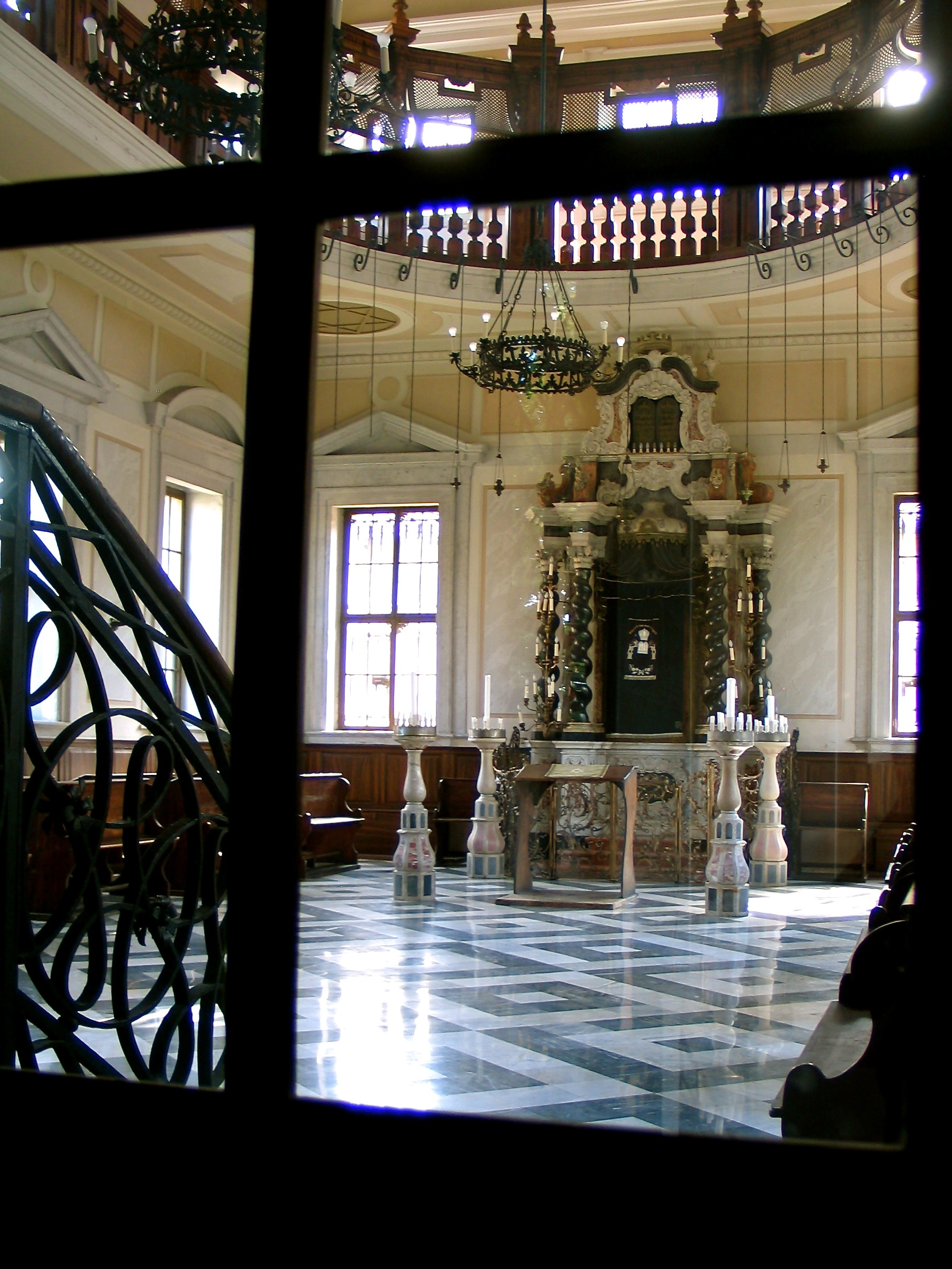
Intérieur de la Synagogue de Gorizia.

### Le rôle de la synagogue
Les synagogues sont des lieux de culte juif. Ces édifices possèdent habituellement un sanctuaire, c'est-à-dire un grand hall de prière et de célébration, avec une armoire où sont rangés les Livres de la Torah. Ils peuvent aussi comporter une salle pour les événements communautaires et disposent également de petites pièces réservées à l'étude, voire un Beit midrash (« maison d'étude »). La synagogue est donc devenue également au cours de l'histoire juive, le lieu du Talmud Torah, c'est-à-dire l'enseignement de la tradition juive et de la langue hébraïque. Souvent, chaque communauté juive possède sa propre synagogue mais parfois plusieurs communautés doivent cohabiter dans un même lieu de culte. Ce n'est pas le cas à Gorizia où les Juifs sont majoritairement des ashkénazes originaires d'Europe centrale.

## Description
La synagogue de rite ashkénaze de Gorizia a été construite en 1756. Elle doit son aspect actuel à l'ingénieur Emilio Luzzatto, qui par divers travaux effectués en 1894, la libère de l'encombrement de diverses constructions qui l'englobaient. Elle a été restaurée en 1984. On y accède par une cour intérieure fermée par un portail double en forme des tables de la loi et surmonté d'une petite rosace à 8 branches. La cour contient une menorah stylisée offerte par le sculpteur Simon Benetton et une plaque portant 52 noms dédiée à la mémoire des disparus et déportés juifs de Gorizia (le 23 novembre 1943). Au flanc latéral de la synagogue se trouve une grille du XVIIIe siècle de fer forgé en provenance de l'ancienne cour de la maison Ascoli et qui s'ouvre sur un jardin dédié à Bruno Farber, le plus jeune déporté de la communauté de Gorizia. Le bâtiment à proprement parler, se divise en deux niveaux : la partie inférieure accueille actuellement un musée. La partie supérieure accueille le vaste temple de style baroque dédié au culte. On y observe l'Arche sainte tournée vers Jérusalem ainsi que la galerie des femmes en forme de balcon. La salle construite en marbres précieux est éclairée par de vastes baies et par deux grands candélabres de fer forgé. Le tabernacle en style baroque — appelée en hébreu ארון קודש (aron kodesh), c'est-à-dire l'Arche sainte par les Ashkénazes, comporte quatre colonnes de marbre noir et est entouré d'une balustrade en fer forgé doré du XVIIIe siècle. On y conserve les rouleaux de la Torah. Face à l'Arche sainte on y observe un pupitre de bois appelé bimah (hébreu בימה).
C'est une plate-forme d'où est lue la Torah durant les services à la synagogue. Sur la bimah, il y a une table (שולחן, choulhan en hébreu) où sont placés les rouleaux de la Torah, lors de la lecture. La bimah a longtemps été uniquement située au centre de la synagogue, ceci pour rappeler le temple de Jérusalem. Toutefois, le mouvement de réforme du judaïsme fit qu'à l'imitation des églises, la bimah de la synagogue de Gorizia fut placée devant les fidèles à une extrémité de la synagogue contrairement au judaïsme orthodoxe. La bimah accueillait aussi des hôtes de marque, tel l'évêque catholique de passage dans la communauté juive de Gorizia. Un lutrin, quatre grands lustres et des bancs en bois avec tablettes rabattables complètent le mobilier de la synagogue.

## Le musée
Le rez-de-chaussée de la synagogue accueille depuis 1998 le musée hébraïque de la ville de Gorizia aussi appelée la petite Jérusalem sur l'Isonzo. Le musée présente sous forme de panneaux didactiques l'histoire du peuple d'Israël de l'époque biblique à la diaspora avec la description de ses rites et de ses traditions. Une section du musée est spécialement consacrée à l'histoire de la communauté juive de Gorizia et présente en partant de la vie des Juifs au Moyen Âge, l'origine du ghetto au XVIIIe siècle, la participation des Juifs à la vie économique et sociale de Gorizia jusqu'au drame de la déportation. Certains panneaux sont dédiés à des gens célèbres : les rabbins Abramo Vita Reggio et Isacco Samuele Reggio (1784-1855), le sénateur et linguiste Graziadio Isaia Ascoli (1829-107), la journaliste Carolina Luzzatto (1837-1919), le philosophe et dessinateur Carlo Michelstaedter (1887-1910), le journaliste Enrico Rocca et le peintre Vittorio Bolaffio. La structure du musée est essentiellement pédagogique, avec des panneaux illustrés et des vitrines qui abritent quelques objets originaux récupérés après le pillage du mobilier effectué durant la Seconde Guerre mondiale. Une salle du musée est consacrée aux peintures les plus importantes du philosophe Carlo Michelstaedter (1887-1910) (dépôt permanent prêté par le fonds Carlo Michelstaedter).
L'accueil est facilité aux personnes aveugles et malvoyantes. Le musée abrite des expositions temporaires consacrées au judaïsme. Des manifestations annuelles sont organisées à l'occasion du jour du Souvenir (le 27 janvier), de la Journée européenne de la Culture Juive (le premier dimanche de septembre), ainsi qu'à la date anniversaire de la déportation des Juifs de Gorizia (le 23 novembre). La gestion des activités et des visites  est organisée par la Société des Amis d'Israël au nom de la municipalité de Gorizia.

## Galerie de photographies

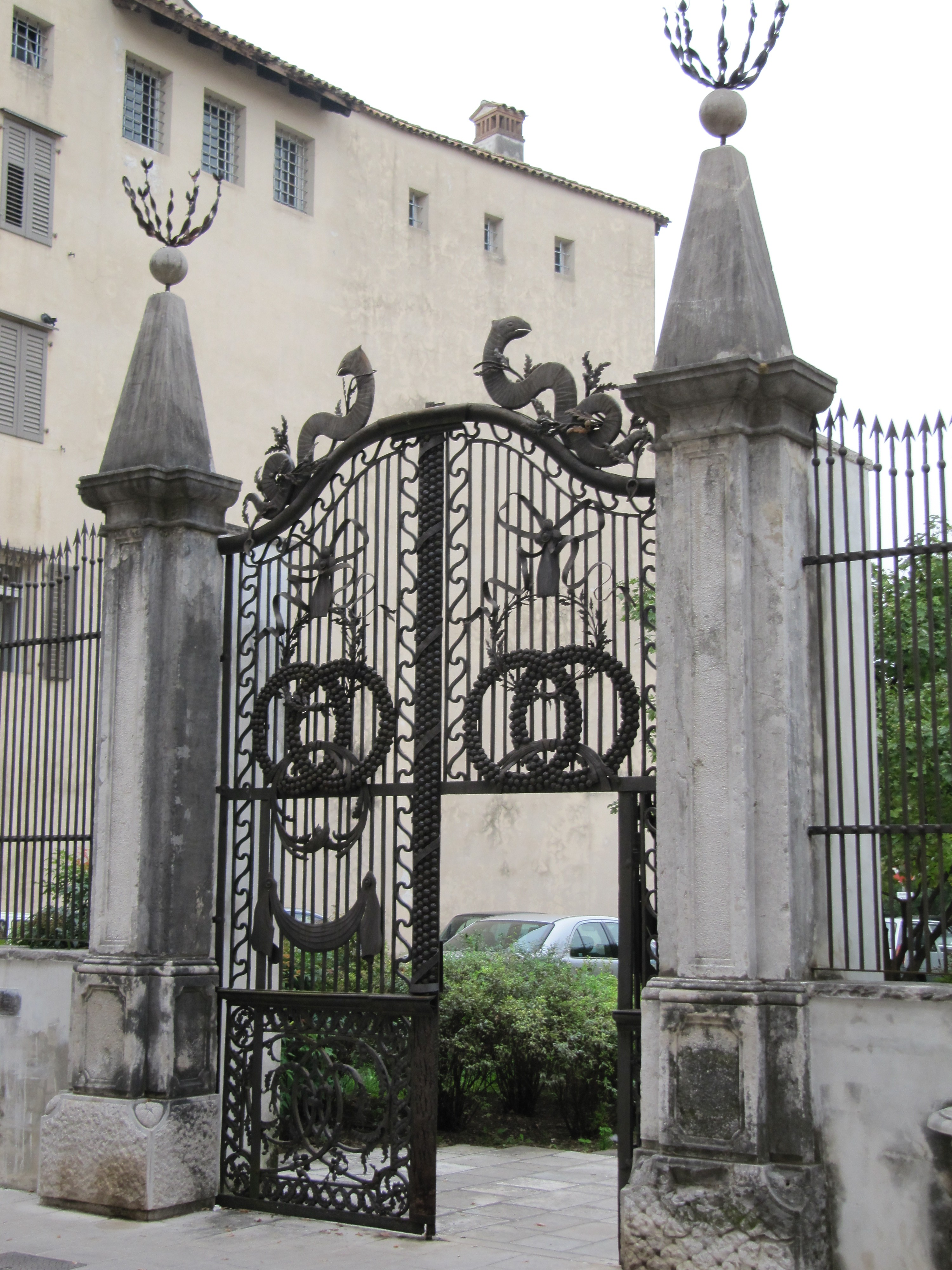
Portail du XVIIIe siècle de la maison Ascoli.
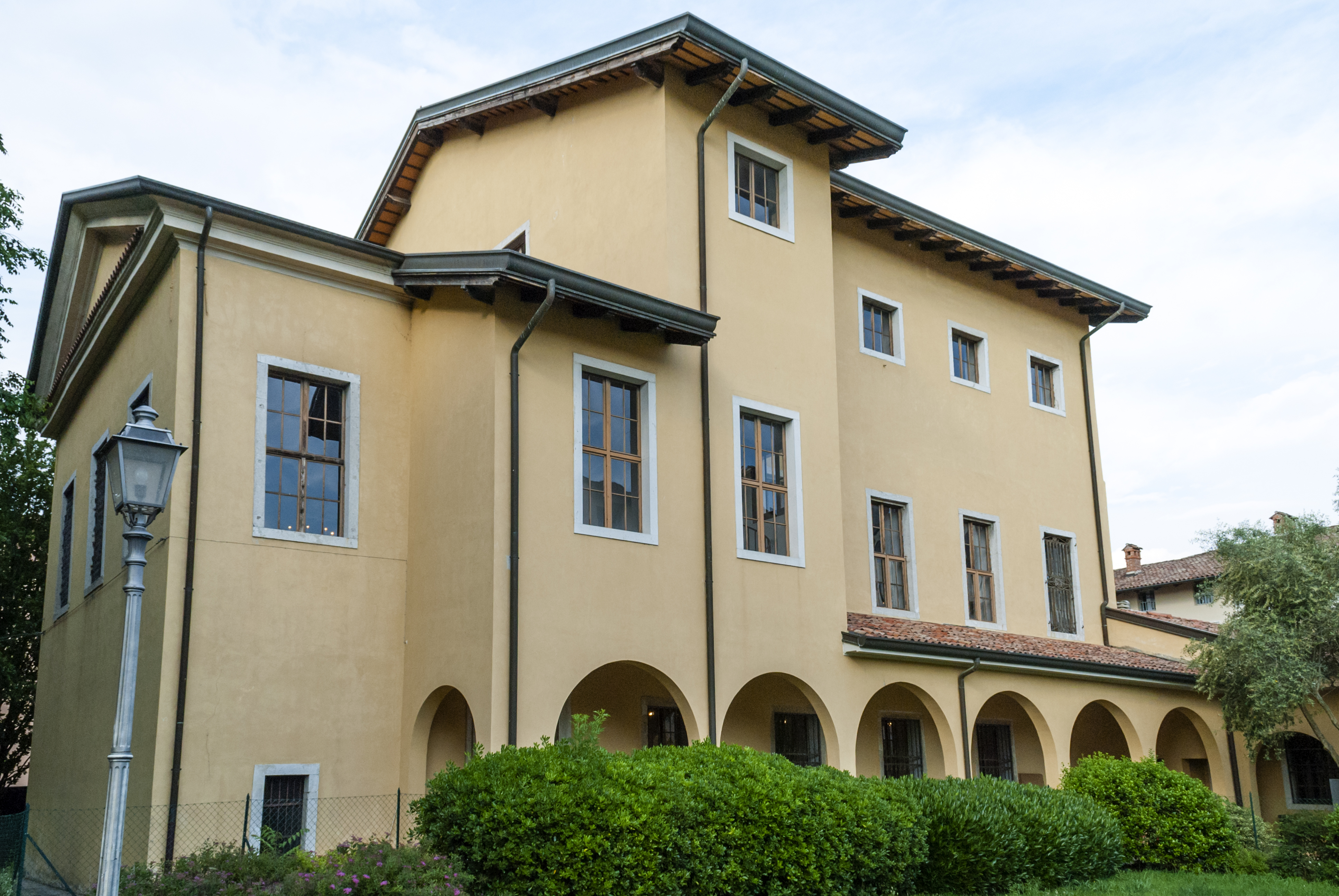
Vue extérieure.
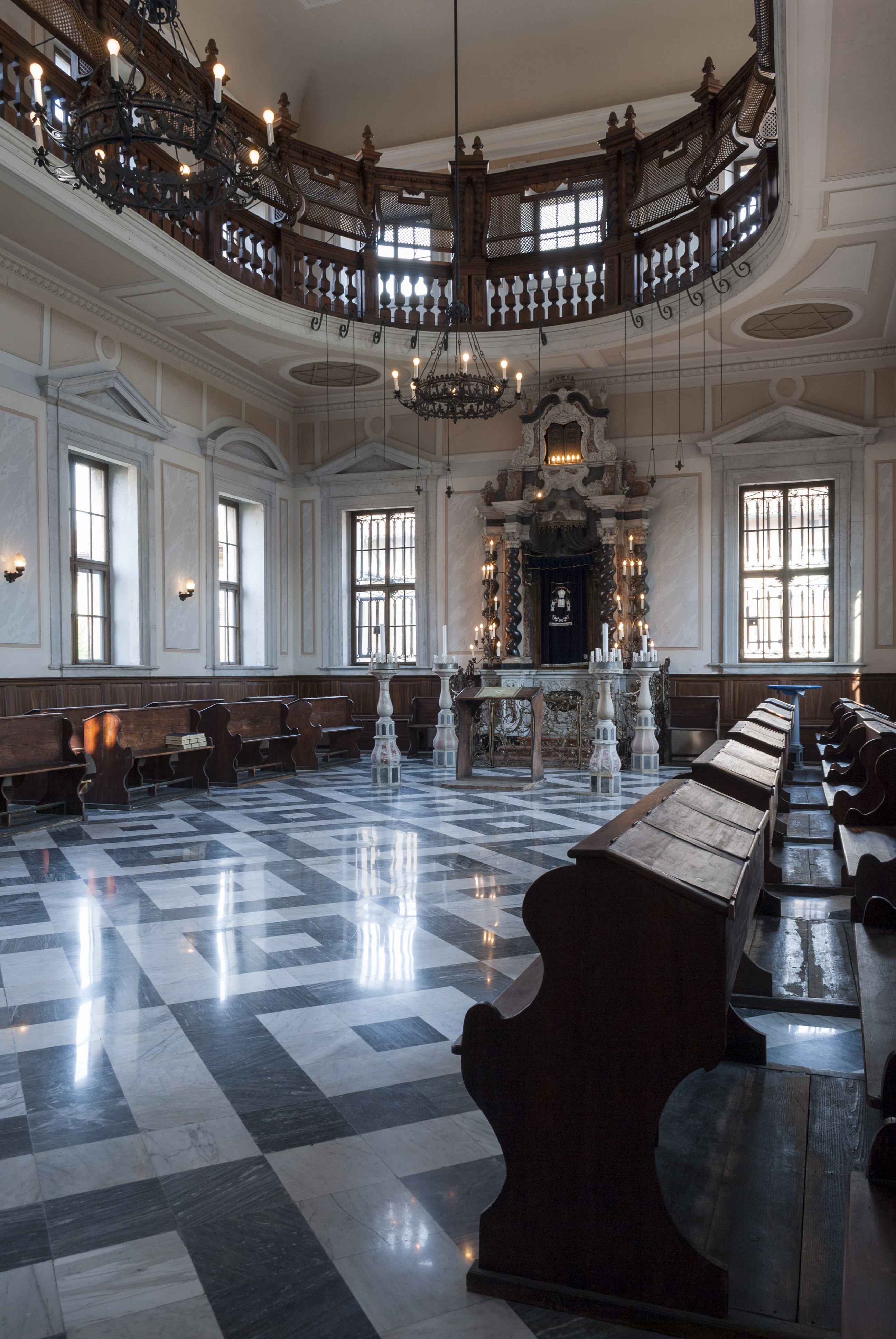
Vue intérieure de la synagogue.
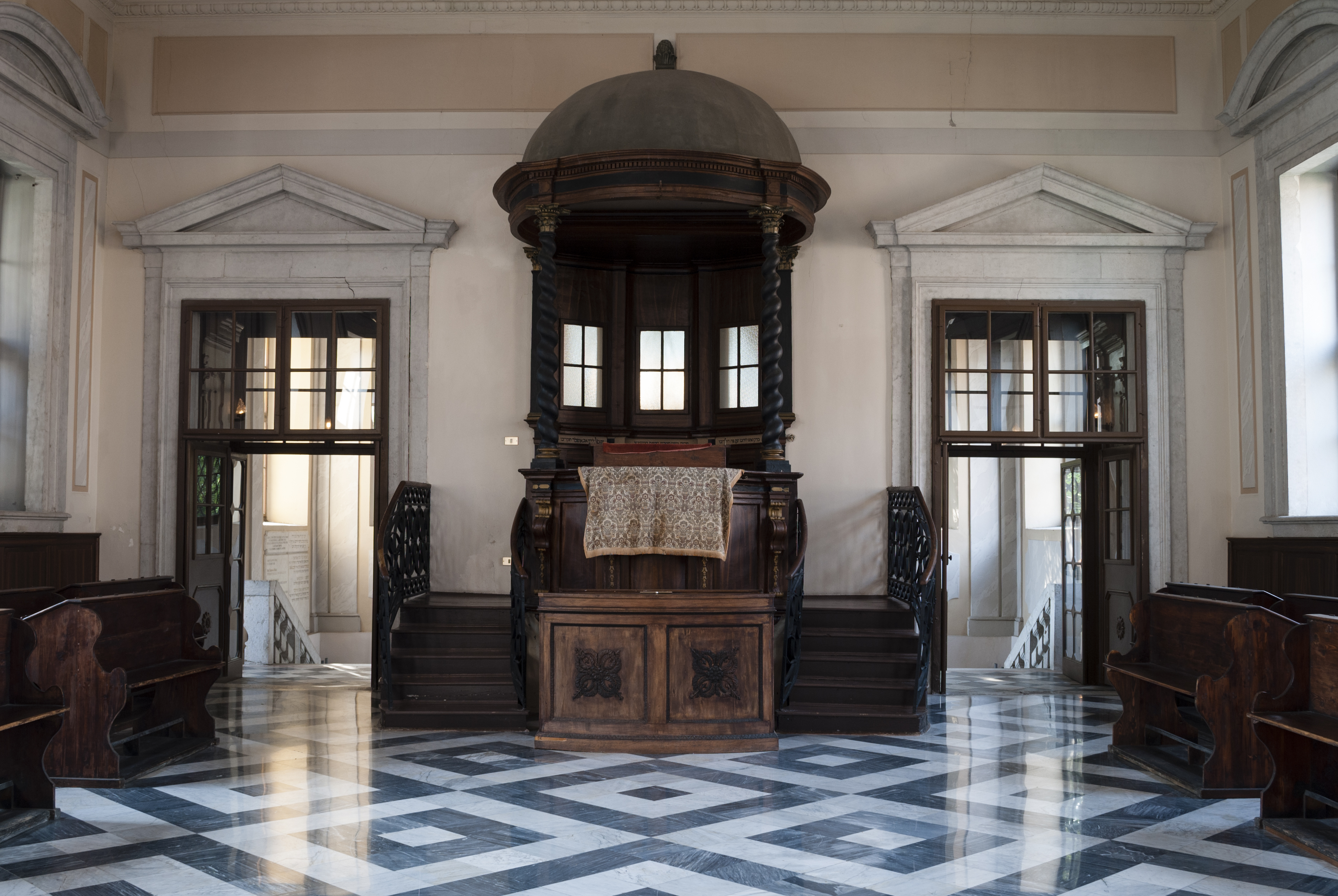
Vue de la bimah.
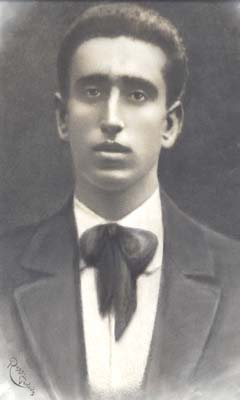
Carlo Michelstaedter (1887-1910).
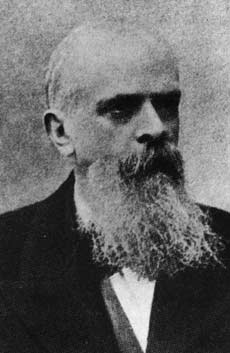
Graziadio Isaia Ascoli (1829-1907).

## Autres liens
- Gorizia
- Carlo Michelstaedter
- Graziadio Isaia Ascoli
- Synagogue de Trieste